# Lucyna Kozłowska
Lucyna Kozłowska (ur. 3 maja 1952 w Ostrowcu
Świętokrzyskim) – polska wycinankarka ludowa.
Artystka związana z regionem świętokrzyskim, gdzie urodziła się, wychowała i mieszka do dziś. Uznana twórczyni papierowych wycinanek ludowych. Jej pierwsze prace powstały w połowie lat 90. XX w. Od tego czasu wycinanki artystki pokazywane były na wielu wystawach zbiorowych oraz indywidualnych, m.in. w  Domu Papiernika należącym do Skansenu Łódzkiej Architektury Drewnianej, Muzeum Wsi Kieleckiej, Muzeum Miejskim w Tychach, Muzeum Zabawek i Zabawy w Kielcach, Miejskim Centrum Kultury w Skarżysku – Kamiennej oraz w licznych galeriach i zbiorach prywatnych w kraju i za granicą. Motywy jej wycinanek, nawiązujących tematycznie do folkloru ludowego, zdobiły główną ulicę Kielc podczas 51. edycji festiwalu miłośników kultury ludowej Europeada w 2014 roku.

## Twórczość
Lucyna Kozłowska swoją twórczość artystyczną zaczynała od rzeźbiarstwa i malarstwa. Jej ulubionym motywem był święty Franciszek. Największe sukcesy artystka osiągnęła jednak w wycinankarstwie – sztuce kiedyś powszechnej, dziś unikatowej i zjawiskowej. Wycinanki wymagają niezwykłej wyobraźni artystycznej, sprawności manualnej oraz znajomości materiału, jakim jest papier.
Artystka wycinanki wykonuje z kolorowego lub białego papieru, bez wcześniejszego rysowania wzoru. Ołówek czy pędzel zastępuje nożyczkami. Pomysły czerpie z folkloru, Biblii i natury. Nawiązuje w nich do żywotów świętych, opowieści biblijnych oraz legend regionu świętokrzyskiego. Dzika przyroda Gór Świętokrzyskich jest dla niej
niewyczerpanym źródłem inspiracji. Na bazie stosunkowo prostej ludowej wycinanki, stara się wypracować własny, oryginalny styl i wzornictwo. Stosuje symetrię i rytmiczność wzdłuż jednej lub wielu osi. Komponuje ze sobą ludowe motywy
figuralne, geometryczne, roślinne i zwierzęce.
10 maja 2024 roku wycinanka świętokrzyska została wpisana na Krajową Listę Niematerialnego Dziedzictwa Kulturowego, prowadzonej przez Ministra Kultury i Dziedzictwa Narodowego. Wpis ten potwierdza znaczenie tej tradycyjnej formy sztuki ludowej, której współczesnym przedstawicielem jest m.in. Lucyna Kozłowska. Artystka od lat doskonali technikę wycinanki świętokrzyskiej, rozwijając jej narracyjny nurt i wzbogacając go o motywy inspirowane lokalnymi legendami i podaniami.

## Nagrody i odznaczenia
- Nagroda im. Władysława Orkana za ocalenie od zapomnienia wycinanki ludowej oraz promowanie dziedzictwa kultury i sztuki – przyznana przez Fundację im. Władysława Orkana – wyróżniona wspólnie z mężem Andrzejem Kozłowskim (rzeźbiarzem)[3]
- Nagroda Polskiego Radia Kielce  „Jawor u źródeł kultury” – wyróżnienie w kategorii rzeźba i malarstwo – wspólnie z mężem Andrzejem Kozłowskim